# まめねこ
『まめねこ』は、ねこまき（ミューズワーク）による日本の漫画。2018年1月よりテレビアニメを放送。

## 登場人物
あずき♀
声 - 木下鈴奈
だいず♂
声 - 上田瞳
飼い主さん
声 - 明坂聡美
あずきとだいずの飼い主。30歳OL。
肌色
声 - 三苫紘平
飼い主の祖父。
もじゃ
声 - 大地葉
飼い主の母。
座敷おやじ
声 - 志村貴博
飼い主の父。
メガネ
声 - 加藤渉
飼い主の兄。
豆之介
声 - 畠中祐
豆柴。
マジカルMAJIKO
声 - 成瀬瑛美
テレビアニメで登場する劇中アニメのキャラクター。
ニワ子
声 - 天宮みや
ニワトリ。
はと夫婦
声 - 木村圭助（雄）、青柳みさと（雌）、結崎このみ（雛）、宮世真理子（雛）
2羽のつがいの鳩。2匹のヒナを産んでいる。
ネズ子
ネコ用のネズミのおもちゃ。
だいずちゃん
祖父が作っただいずの身代り。
ビヨ子
声 - 天宮みや
すずめの雛。

## 書誌情報
- ねこまき『まめねこ』さくら舎、既刊9巻
  1. 『まめねこ -あずきとだいず-』2013年7月3日発売、ISBN 978-4-906732-47-0
  2. 『まめねこ -ごはんだよ〜-』2013年12月4日発売、ISBN 978-4-906732-58-6
  3. 『まめねこ -こらっ！こらっ！-』2014年7月16日発売、ISBN 978-4-906732-81-4
  4. 『まめねこ -豆之介でござる！-』2015年1月27日発売、ISBN 978-4-906732-98-2
  5. 『まめねこ -なになに？ これな〜に！-』2015年9月8日発売、ISBN 978-4-86581-024-0
  6. 『まめねこ -タヌキ寝入りの術-』2016年2月9日発売、ISBN 978-4-86581-043-1
  7. 『まめねこ -おじゃま三兄弟-』2016年10月5日発売、ISBN 978-4-86581-073-8
  8. 『まめねこ -いやいや、まさか〜-』2017年7月6日発売、ISBN 978-4-86581-110-0
  9. 『まめねこ -また変なのきたでこれ-』2018年9月1日発売、ISBN 978-4-86581-162-9

## テレビアニメ
2018年1月より3月まで5分枠の短編アニメとして放送された。
同年7月13日にDVD(SMID-11)が発売。

### スタッフ
- 原作 - ねこまき（ミューズワーク）
- 監督・脚本・演出・シリーズ構成 - 山本雄三
- 美術監督 - 山田ヨシノブ
- 音響監督・音楽 - 早川諒
- 音響制作 - エイ・クラフト×オンリード
- 音楽制作 - studio A-CAT
- プロデューサー - 佐藤俊亮、伊藤大河、清水陽、岡本真梨子、岩谷宣能
- アニメーションプロデューサー - 佐藤俊亮
- アニメーション制作 - キャラクション
- 製作 - まめねこ製作委員会

### 主題歌
「MIKE」
作詞・作曲・歌は瀬川あやか、編曲は堤博明。

### 各話リスト
| 話数             | サブタイトル           |
| ---------------- | ---------------------- |
| ひとさやめ       | あずきとだいず         |
| ふたさやめ       | 肌色ともじゃ           |
| さんさやめ       | メガネと座敷おやじ     |
| よんさやめ       | ニワ子とハト夫婦       |
| いつさやめ       | ネズ子とねずみ         |
| ろくさやめ       | だいずちゃん           |
| ななさやめ       | すずめのビヨ子         |
| はちさやめ       | 拙者、豆ノ助でござる   |
| きゅうさやめ     | 子猫が2匹、犬が1匹     |
| じゅっさやめ     | 座敷おやじの夢         |
| じゅういちさやめ | ねこはコタツで丸くなる |
| じゅうにさやめ   | ねこなべ               |

### 放送局
| 放送期間               | 放送時間                     | 放送局   | 対象地域 |
| ---------------------- | ---------------------------- | -------- | -------- |
| 2018年1月9日 - 3月27日 | 火曜 1:05 - 1:10（月曜深夜） | TOKYO MX | 東京都   |

| 配信開始日    | 配信時間        | 配信サイト                                                                            |
| ------------- | --------------- | ------------------------------------------------------------------------------------- |
| 2018年1月15日 | 月曜 12:00 更新 | ニコニコチャンネル バンダイチャンネル U-NEXT ビデオマーケット dTV dアニメストア GYAO! |